# Comuna Tabacine, Djankoi
Tabacine (în ucraineană Табачне) este o comună în raionul Djankoi, Republica Autonomă Crimeea, Ucraina, formată din satele Fedorivka, Hlibne, Novosilțeve și Tabacine (reședința).

## Demografie
Componența lingvistică a comunei Tabacine
     Rusă (65,83%)
     Tătară crimeeană (22,84%)
     Ucraineană (10,17%)
     Alte limbi (0,54%)
Conform recensământului din 2001, majoritatea populației comunei Tabacine era vorbitoare de rusă (65,83%), existând în minoritate și vorbitori de tătară crimeeană (22,84%) și ucraineană (10,17%).